# Aktywizm

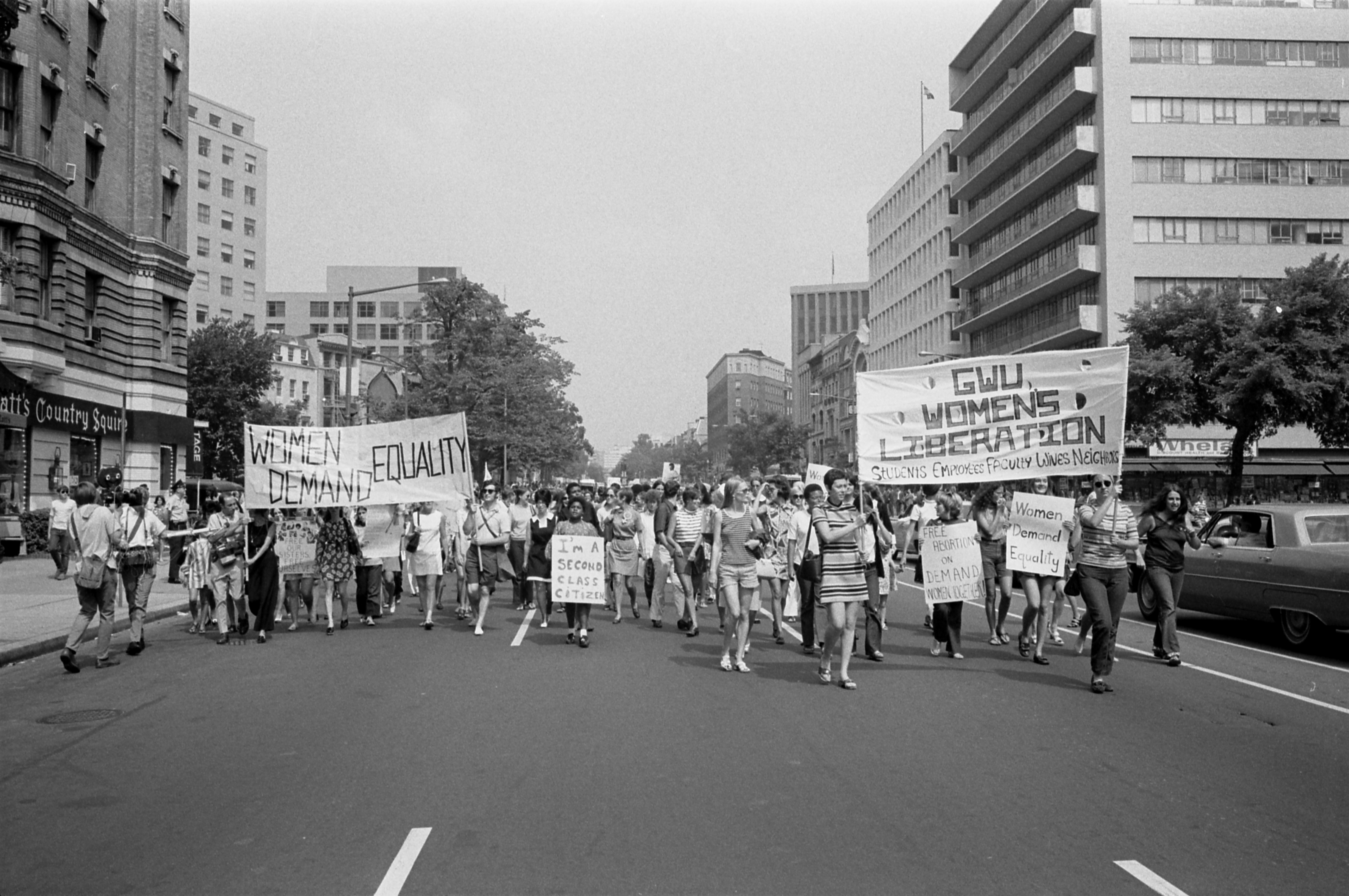
Marsz kobiet w Waszyngtonie w 1970

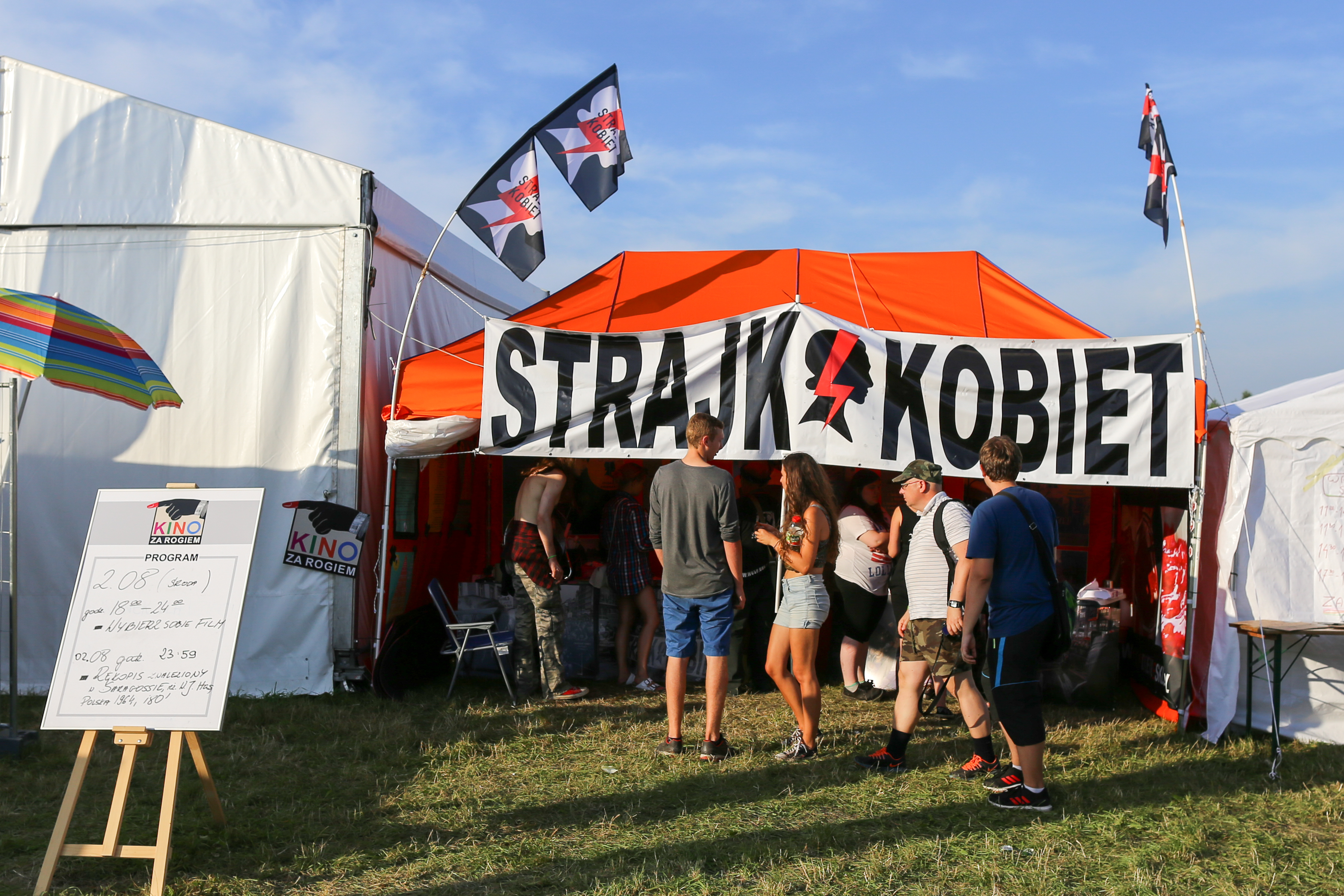
Transparent Ogólnopolskiego Strajku Kobiet

Aktywizm  — działania i wysiłki na rzecz promowania, utrudniania, kierowania lub interweniowania w reformy społeczne, polityczne, ekonomiczne lub środowiskowe z pragnieniem wprowadzenia zmian w odbiorze społecznym obszaru będącego tematem działań.

## Formy aktywizmu
Formy aktywizmu obejmują budowanie mandatu w społeczności (w tym pisanie listów do mediów), składanie petycji do wybranych urzędników, prowadzenie lub wnoszenie wkładu w kampanię polityczną, preferencyjny patronat (lub bojkot) firm oraz demonstracyjne formy aktywizmu, takie jak wiece, marsze uliczne, strajki, strajki okupacyjne lub strajki głodowe.

## Definicje aktywizmu
Online Etymology Dictionary odnotowuje angielskie słowa "activism" i "activist" jako używane w znaczeniu politycznym odpowiednio od roku 1920 lub 1915.
Karl Popper definiuje aktywizm jako "skłonność do aktywności i niechęć do jakiejkolwiek postawy biernej akceptacji".  